# Follow the Leader (Korn)
Follow the Leader è il terzo album in studio del gruppo musicale statunitense Korn, pubblicato il 18 agosto 1998 dalla Immortal Records e dalla Epic Records.
L'album debuttò al primo posto della Billboard 200, vendendo 268 000 copie nella prima settimana di distribuzione. Follow the Leader è considerato il più grande successo del gruppo ed è stato certificato cinque volte disco di platino dalla RIAA. Complessivamente ha venduto oltre 14 milioni di copie in tutto il mondo.
Nel 2023 la rivista Loudwire l'ha inserito al nono posto nella sua lista dei 50 migliori album nu metal di sempre.

## Descrizione
Rispetto ai precedenti, l'album presenta maggiori contaminazioni con l'hip hop. Contiene diverse collaborazioni, tra cui quelle di Ice Cube a Children of the Korn, di Fred Durst dei Limp Bizkit ad All in the Family, e di Tre Hardson dei Pharcyde a Cameltosis. Il comico Cheech Marin prestò la propria voce alla traccia nascosta Earache My Eye, cover di un brano dal film Up in Smoke, del duo di cui fa parte (Cheech & Chong).
Prima dell'introduzione It's On!, nell'album vi è un minuto di silenzio (ripartito in 12 tracce di cinque secondi ciascuna). Esso è dedicato a Justin, malato terminale di cancro e componente della fondazione Make-A-Wish, che in fin di vita realizzò il desiderio di vedere i Korn dal vivo. La traccia numero 22 si intitola Justin ed è anch'essa dedicata a lui.

## Tracce
1. Untitled 01 – 0:05 – traccia fantasma
2. Untitled 02 – 0:05 – traccia fantasma
3. Untitled 03 – 0:05 – traccia fantasma
4. Untitled 04 – 0:05 – traccia fantasma
5. Untitled 05 – 0:05 – traccia fantasma
6. Untitled 06 – 0:05 – traccia fantasma
7. Untitled 07 – 0:05 – traccia fantasma
8. Untitled 08 – 0:05 – traccia fantasma
9. Untitled 09 – 0:05 – traccia fantasma
10. Untitled 10 – 0:05 – traccia fantasma
11. Untitled 11 – 0:05 – traccia fantasma
12. Untitled 12 – 0:05 – traccia fantasma
13. It's On! – 4:28
14. Freak on a Leash – 4:15
15. Got the Life – 3:45
16. Dead Bodies Everywhere – 4:44
17. Children of the Korn (feat. Ice Cube) – 3:52
18. B.B.K. – 3:56
19. Pretty – 4:12
20. All in the Family (feat. Fred Durst from Limp Bizkit) – 4:48
21. Reclaim My Place – 4:32
22. Justin – 4:17
23. Seed – 5:54
24. Cameltosis (feat. Tre Hardson from Pharcyde) – 4:38
25. My Gift to You – 15:40 – contiene la traccia fantasma Earache My Eye (originariamente interpretata dai Cheech & Chong)

Bonus Track Su Internet
26. Camel Song - 3:41
27. I Can Remember - 4:34

## Formazione
Gruppo
- Jonathan Davis – voce, cornamusa
- Fieldy – basso
- Munky – chitarra
- Head – chitarra
- David – batteria

Altri musicisti
- Ice Cube – voce (traccia 17)
- Justin Walden – programmazione aggiuntiva (tracce 17 e 24), batteria aggiuntiva (tracce 20 e 24)
- Fred Durst – voce (traccia 20)
- Tommy D. – programmazione aggiuntiva (traccia 20)
- Tre Hardson – voce (traccia 24)
- Cheech Marin – voce (Earache My Eye)

## Classifiche

### Classifiche settimanali
| Classifica (1998-2022)     | Posizione massima |
| -------------------------- | ----------------- |
| Australia                  | 1                 |
| Austria                    | 7                 |
| Belgio (Fiandre)           | 13                |
| Belgio (Vallonia)          | 30                |
| Canada                     | 1                 |
| Finlandia                  | 4                 |
| Francia                    | 5                 |
| Germania                   | 12                |
| Grecia                     | 5                 |
| Italia                     | 10                |
| Norvegia                   | 5                 |
| Nuova Zelanda              | 1                 |
| Paesi Bassi                | 7                 |
| Regno Unito                | 5                 |
| Regno Unito (rock & metal) | 1                 |
| Stati Uniti                | 1                 |
| Svezia                     | 24                |
| Ungheria                   | 7                 |

### Classifiche di fine anno
| Classifica (1998) | Posizione |
| ----------------- | --------- |
| Australia         | 49        |
| Stati Uniti       | 77        |
| Classifica (1999) | Posizione |
| Australia         | 14        |
| Stati Uniti       | 32        |